# Iouri Kourbyko
Iouri Alekseïévitch Kourbyko (en russe : Юрий Алексеевич Курбыко) ou Iouryï Aliakseïévitch Kourbyka (en biélorusse : Юрый Аляксеевіч Курбыка) est un footballeur soviétique puis biélorusse né le 26 février 1956 à Minsk.
Évoluant au poste de gardien de but, il passe la majeure partie de sa carrière au Dinamo Minsk, pour qui il joue de 1974 à 1985 puis de 1988 à 1992, y étant notamment élu footballeur biélorusse de l'année en 1991.

## Biographie
Natif de Minsk, Iouri Kourbyko commence la pratique du football dans cette même ville à l'âge de 12 ans avant de rejoindre en 1973 la grande équipe locale du Dinamo, pour qui il fait ses débuts professionnels en deuxième division à l'âge de 18 ans le 11 avril 1974 lors de la première journée du championnat face au Spartak Ordjonikidzé, entrant en jeu à l'occasion de la victoire 4-3 des siens. Ce premier match reste pendant longtemps le seul de sa carrière, étant par la suite cantonné à la deuxième équipe du club et au banc de touche lors des années qui suivent, ne jouant à nouveau pour l'équipe première que lors de la saison 1977, où il dispute cinq matchs, avant de devenir plus régulier lors de l'exercice suivant, qui le voit jouer 30 rencontres tandis que Minsk accède à la première division. Cette montée s'accompagne cependant d'une nouvelle fluctuation de son temps de jeu lors des saisons qui suivent, notamment du fait de la concurrence avec Mikhaïl Vergueïenko, et il dispute en tout 87 matchs de première division entre 1979 et 1985, dont sept lors de la saison 1982 qui voit le Dinamo Minsk remporter le championnat soviétique pour la seule fois de son histoire. Ce faible nombre de rencontres l'empêche cependant d'être officiellement titré, le règlement de la compétition stipulant qu'un joueur doit avoir disputé au moins la moitié des rencontres pour obtenir une médaille. Il prend également part à six rencontres de la Coupe des clubs champions 1983-1984, qui est sa seule expérience européenne en tant que joueur.
Inutilisé lors de la saison 1985, Kourbyko décide de mettre sa carrière de côté pour un temps pour devenir pompier. Il reprend finalement le football en 1987 en rejoignant le Pakhtakor Tachkent en deuxième division pour qui il évolue un an et demi avant de faire son retour au Dinamo Minsk à la mi-saison 1988. Pour ce deuxième passage, il dispute 75 rencontres pour le club entre 1988 et 1992, portant son total à 222 matchs joués en tout avec le Dinamo, et remporte dans la foulée le titre de footballeur biélorusse de l'année en 1991 pour la dernière saison du championnat soviétique lors de laquelle il joue 25 rencontres. Devenu biélorusse après la dissolution de l'Union soviétique, il prend part à quelques matchs dans le nouveau championnat biélorusse qui lui permettent de remporter le titre de champion en 1992 et 1993 avant de mettre un terme définitif à sa carrière.
Après la fin de sa carrière, Kourbyko travaille notamment au sein de la Fédération biélorusse de football au cours des années 2000 et 2010 et devient en parallèle homme d'affaires dans le domaine de la construction,.

## Statistiques
| Saison                | Club                  | Championnat           | Championnat | Championnat | Coupe(s) nationale(s) | Coupe(s) nationale(s) | Compétition(s) continentale(s) | Compétition(s) continentale(s) | Compétition(s) continentale(s) | Total | Total |
| Saison                | Club                  | Division              | M.          | B.          | M.                    | B.                    | Comp.                          | M.                             | B.                             | M.    | B.    |
| 1974                  | Dinamo Minsk          | D2                    | 1           | 0           | -                     | -                     | -                              | -                              | -                              | 1     | 0     |
| 1975                  | Dinamo Minsk          | D2                    | -           | -           | -                     | -                     | -                              | -                              | -                              | 0     | 0     |
| 1976                  | Dinamo Minsk          | D1                    | -           | -           | -                     | -                     | -                              | -                              | -                              | 0     | 0     |
| 1977                  | Dinamo Minsk          | D2                    | 5           | 0           | -                     | -                     | -                              | -                              | -                              | 5     | 0     |
| 1978                  | Dinamo Minsk          | D2                    | 30          | 0           | -                     | -                     | -                              | -                              | -                              | 30    | 0     |
| 1979                  | Dinamo Minsk          | D1                    | 11          | 0           | 3                     | 0                     | -                              | -                              | -                              | 14    | 0     |
| 1980                  | Dinamo Minsk          | D1                    | 9           | 0           | 2                     | 0                     | -                              | -                              | -                              | 11    | 0     |
| 1981                  | Dinamo Minsk          | D1                    | 22          | 0           | 5                     | 0                     | -                              | -                              | -                              | 27    | 0     |
| 1982                  | Dinamo Minsk          | D1                    | 7           | 0           | 3                     | 0                     | -                              | -                              | -                              | 10    | 0     |
| 1983                  | Dinamo Minsk          | D1                    | 30          | 0           | 1                     | 0                     | C1                             | 4                              | 0                              | 35    | 0     |
| 1984                  | Dinamo Minsk          | D1                    | 8           | 0           | 4                     | 0                     | C1                             | 2                              | 0                              | 14    | 0     |
| 1985                  | Dinamo Minsk          | D1                    | -           | -           | -                     | -                     | -                              | -                              | -                              | 0     | 0     |
| Sous-total            | Sous-total            | Sous-total            | 123         | 0           | 18                    | 0                     | -                              | 6                              | 0                              | 147   | 0     |
| 1987                  | Pakhtakor Tachkent    | D2                    | 24          | 0           | 2                     | 0                     | -                              | -                              | -                              | 26    | 0     |
| 1988                  | Pakhtakor Tachkent    | D2                    | 17          | 0           | 4                     | 0                     | -                              | -                              | -                              | 21    | 0     |
| Sous-total            | Sous-total            | Sous-total            | 41          | 0           | 6                     | 0                     | -                              | -                              | -                              | 47    | 0     |
| 1988                  | Dinamo Minsk          | D1                    | 2           | 0           | 1                     | 0                     | -                              | -                              | -                              | 3     | 0     |
| 1989                  | Dinamo Minsk          | D1                    | 9           | 0           | 7                     | 0                     | -                              | -                              | -                              | 16    | 0     |
| 1990                  | Dinamo Minsk          | D1                    | 16          | 0           | 4                     | 0                     | -                              | -                              | -                              | 20    | 0     |
| 1991                  | Dinamo Minsk          | D1                    | 25          | 0           | 2                     | 0                     | -                              | -                              | -                              | 27    | 0     |
| 1992                  | Dinamo Minsk          | D1                    | 7           | 0           | -                     | -                     | -                              | -                              | -                              | 7     | 0     |
| 1992-1993             | Dinamo Minsk          | D1                    | 2           | 0           | -                     | -                     | -                              | -                              | -                              | 2     | 0     |
| Sous-total            | Sous-total            | Sous-total            | 61          | 0           | 14                    | 0                     | -                              | -                              | -                              | 75    | 0     |
| Total sur la carrière | Total sur la carrière | Total sur la carrière | 225         | 0           | 38                    | 0                     | -                              | 6                              | 0                              | 269   | 0     |

## Palmarès
Dinamo Minsk
- Footballeur biélorusse de l'année en 1991.
- Champion de Biélorussie en 1992 et 1993.